# Urbano IV
Urbano IV, de nombre secular Jacques Pantaleón de Court-Palais (Troyes, c. 1195-Perugia, 2 de diciembre de 1264) fue el 182.º papa de la Iglesia católica entre 1261 y 1264.

## Biografía

### Orígenes y formación
Nacido en Troyes, su padre era zapatero de profesión. Estudió teología y derecho consuetudinario en París.

### Carrera eclesiástica
Tras finalizar sus estudios, inició su carrera eclesiástica en 1238 como canónigo en la ciudad de Lyon, para ocupar en 1238 el puesto de archidiácono en Laón y en 1241 en Lieja. En el Primer Concilio de Lyon (1245) atrajo la atención del papa Inocencio IV, quien lo envió en dos misiones al Imperio germánico. Una de las misiones era negociar el Tratado de Christburgo entre los prusianos paganos y los Caballeros Teutónicos.
En 1243 fue nombrado legado papal y, diez años después, fue elegido obispo de Verdún, puesto que ocupará hasta 1255, cuando fue nombrado Patriarca de Jerusalén patriarca latino de Jerusalén por el papa Alejandro IV.

## Papado
En el momento de la muerte del papa, en mayo de 1261, Pantaleón se encontraba en Viterbo —donde residía el colegio cardenalicio—, en calidad de patriarca de Jerusalén, buscando ayuda contra el asedio musulmán que sufría Tierra Santa.
Reunido el cónclave en dicha ciudad, compuesto por tan solo ocho cardenales, y tras más de tres meses de deliberaciones, fue elegido sucesor de Alejandro IV el 29 de agosto de 1261 y consagrado el 4 de septiembre de ese año.
Inmediatamente después de su elección, amplía el colegio cardenalicio con el nombramiento de catorce nuevos cardenales, franceses en su mayoría. Este acto, que cabría calificar como nepotismo, ya que los elegidos fueron parientes de los cardenales que lo habían elegido, es el origen de la existencia de una facción francesa en el seno del colegio cardenalicio.
Durante su pontificado, y debido al enfrentamiento entre güelfos y gibelinos, nunca residió en Roma, repartiendo su estancia entre las ciudades de Viterbo, Orvieto y Perugia.
En el aspecto doctrinal, el pontificado de Urbano IV se distingue por la instauración de la fiesta del Corpus Christi en 1264, mediante la bula Transiturus de hoc mundo, en la que condenaba la herejía de Berengario de Tours sobre la transubstanciación eucarística.
En su política terrenal, figuraba como objetivo prioritario impedir la expansión gibelina en Italia, por lo que conspiró para expulsar de Sicilia a los partidarios del emperador alemán, a cuya cabeza se encontraba su hijo Manfredo de Sicilia. 
Para ello, ofreció el trono siciliano al rey Luis IX de Francia para que lo ocupara uno de sus hijos. Ante el rechazo del monarca francés, realizó el ofrecimiento a su hermano, Carlos, conde de Anjou. Sin embargo, las negociaciones fracasaron debido sobre todo a la intervención del rey Pedro III de Aragón que, además de ser yerno de Manfredo, era contrario a un aumento de poder de la Corona francesa en tierras italianas. 
Durante dos años, el papa negoció con Manfredo para que este ayudara a recuperar Constantinopla a cambio de la confirmación papal de los derechos de los Hohenstaufen en el reino de Sicilia. 
El pacto solidificó una promesa con Carlos de Anjou para aprovisionarle de barcos y hombres, producidos por un diezmo cruzado, bajo la condición de que conde prometiera no reclamar tierras imperiales en el norte de Italia, ni en los Estados Pontificios. Carlos prometió a su vez restaurar el censo anual y el tributo feudal al papa como señor supremo, acordándose unas 10 000 onzas de oro, mientras que Urbano IV trabajaría para impedir que Conradino de Hohenstaufen fuera elegido rey.
El pontífice falleció en Perugia el 2 de octubre de 1264, antes de la llegada a Italia del conde de Anjou. Fue sucedido por Gui Foucois, que reinó con el nombre de Clemente IV.

## Cultura popular
Las profecías de san Malaquías se refieren a Urbano IV como Jerusalem campaniae (Jerusalén en Campania), cita que hace referencia a su nacimiento en la Champagne francesa y a que antes de ser elegido papa fue patriarca de Jerusalén.
Dos siglos después de su muerte, Urbano IV se convirtió en un personaje importante en una leyenda que circuló sobre el poeta y minnesänger alemán Tannhäuser, contemporáneo del papa.
Esta leyenda se atestiguó por primera vez en 1430 y se comenzó a propagar en baladas desde 1450.
El relato legendario convierte a Tannhäuser en un caballero y poeta que encontró el Venusberg, hogar subterráneo de la diosa Venus, y permaneció allí adorándola durante un año. Después de abandonar el lugar, Tannhäuser se llena de remordimiento y viaja a Roma para pedir por la absolución de sus pecados a Urbano IV. El papa respondió negativamente diciendo que su perdón “era tan imposible como lo sería que su báculo floreciese”. Tres días después de la partida de Tannhäuser, el báculo papal florece, y, a pesar de que Urbano IV había enviado mensajeros en su búsqueda, estos no encontraron información sobre su paradero.
La leyenda concluye que el caballero había regresado al Venusberg, para no volver a ser visto; mientras que el papa, por rechazar la petición de un penitente, fue condenado eternamente.